# Península d'Izu

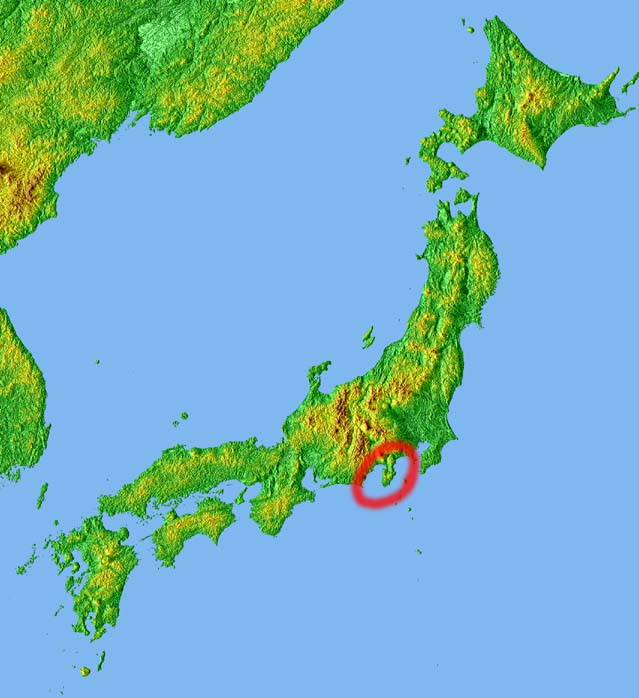
Localització de la península d'Izu

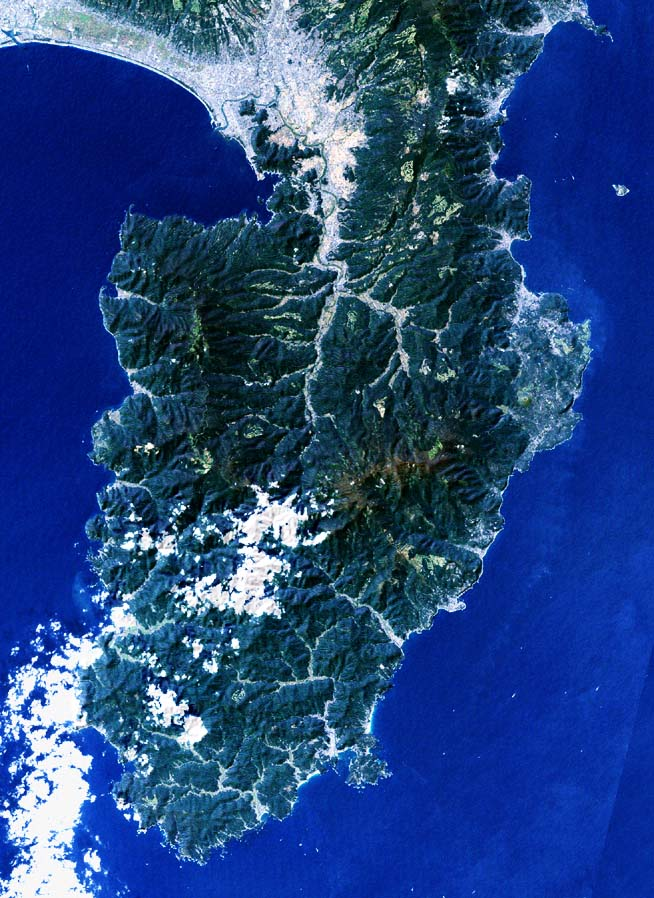
La península d'Izu
(foto des del transbordador espacial)

La península d'Izu (en japonès, 伊豆半島, Izu hanto) està situada a pocs quilòmetres de Tòquio (Japó), entre el mont Fuji i l'oceà Pacífic, a l'illa japonesa de Honshu. Aquesta península actualment forma part de la prefectura de Shizuoka.
Al sud de la península es troba un arxipèlag volcànic de vuit illes conegut com les Illes d'Izu (en japonès, Izu shoto). Izu significa "lloc d'aigües termals".
Tant la península com les illes són un lloc de destinació turística popular no només per als japonesos sinó també per a visitants d'altres països que hi van per practicar submarinisme i altres esports aquàtics.